# Адамец, Зденек
Зденек Адамец (чеш. Zdeněk Adamec; род. 9 января 1956, Мельник) — чехословацкий легкоатлет, специалист по метанию копья. Выступал за сборную Чехословакии по лёгкой атлетике в 1980-х годах, обладатель бронзовой медали соревнований «Дружба-84», пятикратный чемпион страны, участник чемпионата мира в Хельсинки.

## Биография
Зденек Адамец родился 9 января 1956 года в городе Мельник, Чехословакия. В детстве серьёзно занимался гимнастикой и лишь потом перешёл в лёгкую атлетику. Впервые заявил о себе в сезоне 1972 года, когда выиграл юношеское чехословацкое первенство и установил при этом юношеский рекорд страны.
С середины 1970-х годов входил в число сильнейших чехословацких копьеметателей, в общей сложности пять раз выигрывал чемпионат страны среди взрослых спортсменов.
В 1983 году в составе чехословацкой сборной выступил на впервые проводившемся чемпионате мира по лёгкой атлетике в Хельсинки — в финале показал результат 81,30 метра, расположившись в итоговом протоколе соревнований на седьмой строке.
Рассматривался в качестве кандидата на участие в летних Олимпийских играх 1984 года в Лос-Анджелесе, однако Чехословакия вместе с несколькими другими странами восточного блока бойкотировала эти соревнования по политическим причинам. Вместо этого Адамец выступил на альтернативном турнире «Дружба-84» в Москве, где метнул копьё на 87,10 метра и выиграл бронзовую медаль, уступив только двум представителям ГДР Уве Хону и Детлефу Михелю.
В 1985 году на домашнем турнире в Праге показал свой лучший результат с копьём старого образца — 92,94 метра. На Кубке Европы в Москве стал третьим позади Уве Хона и советского метателя Виктора Евсюкова.
В 1987 году на турнире Golden Spike of Europe в Остраве установил личный рекорд с копьём нового образца — 79,84 метра.